# Gronowo (Lubomino)
Gronowo (deutsch Gronau) ist ein Ort in der polnischen Woiwodschaft Ermland-Masuren. Er gehört zur Landgemeinde Lubomino (Arnsdorf) im Powiat Lidzbarski (Kreis Heilsberg).

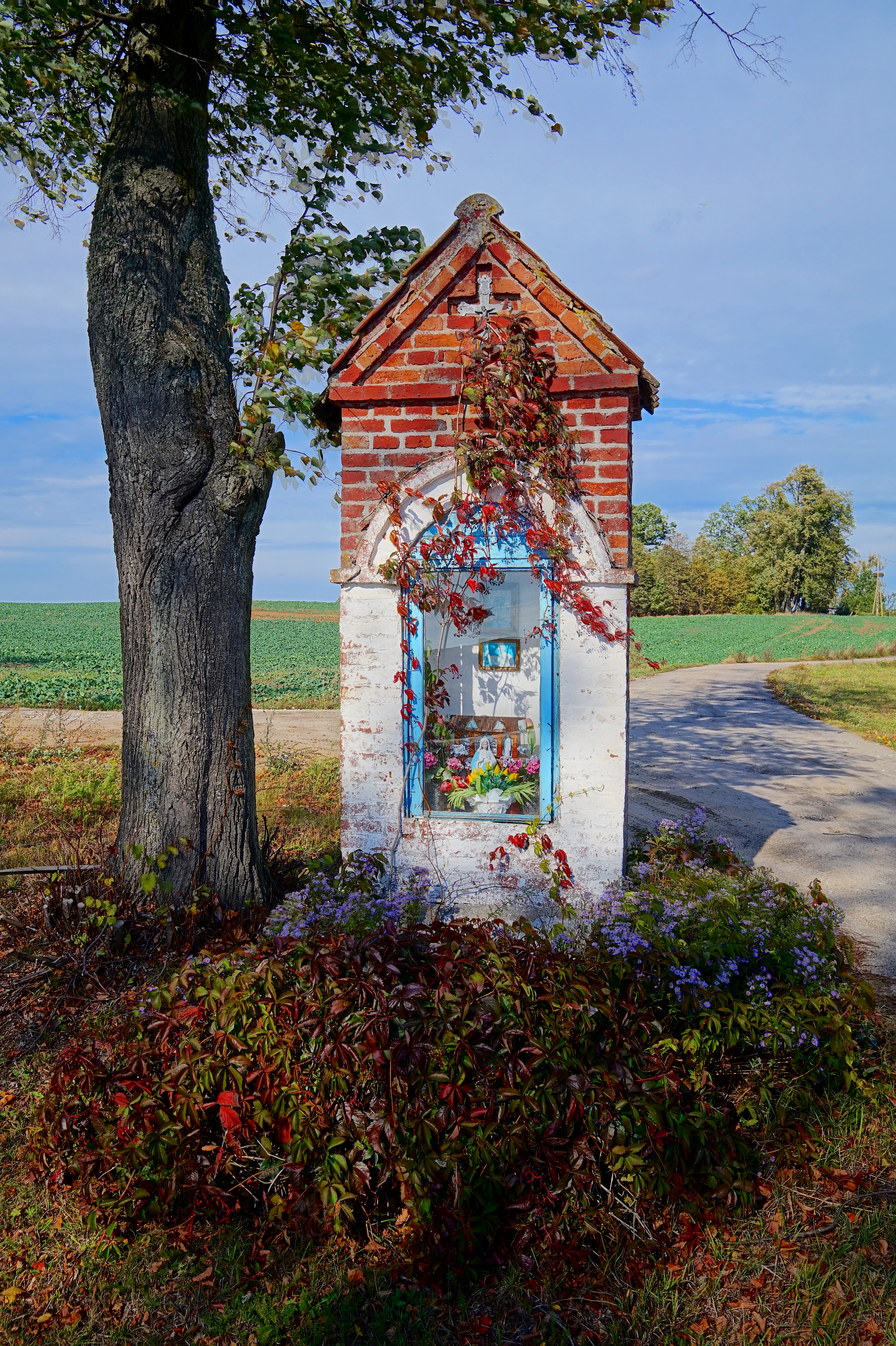
Bildstock bei Gronowo

## Geographische Lage
Gronowo liegt in der nordwestlichen Woiwodschaft Ermland-Masuren, 18 Kilometer südwestlich der Kreisstadt Lidzbark Warmiński (Heilsberg).

## Geschichte
Das seinerzeit Gronau genannte Dorf kam 1874 zum neu errichteten Amtsbezirk Peterswalde (polnisch Piotraszewo) im ostpreußischen Kreis Heilsberg, Regierungsbezirk Königsberg.
Im Jahre 1910 waren in Gronau 489 Einwohner registriert. Ihre Zahl ging bis 1993 geringfügig auf 447 zurück, und belief sich im Jahre 1939 auf 421.
Aufgrund der Abtretung des gesamten südlichen Ostpreußen in Kriegsfolge an Polen erhielt Gronau 1945 die polnische Namensform „Gronowo“. Das Dorf ist heute eine Ortschaft im Verbund der Gmina Lubomino (Landgemeinde Arnsdorf) im Powiat Lidzbarski, von 1975 bis 1998 der Woiwodschaft Olsztyn, seither der Woiwodschaft Ermland-Masuren zugehörig. Gronowo zählte im Jahre 2021 133 Einwohner.

## Religion
Gronowo gehört heute genauso wie Gronau vor 1945 zur römisch-katholischen Pfarrei Bieniewo (Benern), jetzt im Dekanat Orneta (Wormditt) im Erzbistum Ermland gelegen.
Seitens der evangelischen Kirche war Gronau bis 1945 in die Kirche Wormditt (Orneta) in der Kirchenprovinz Ostpreußen der Kirche der Altpreußischen Union eingegliedert. Heute gehört Gronowo zur Diözese Masuren der Evangelisch-Augsburgischen Kirche in Polen.

## Verkehr
Gronowo liegt nördlich der Woiwodschaftsstraße 507, von der bei Zagony (Sommerfeld) eine Nebenstraße in Richtung Piotraszewo (Peterswalde) abzweigt. Die Straße 1413N von Bieniewo (Benern) endet in Gronowo.
Eine Bahnanbindung besteht nicht.